# Samuel Baron
Samuel Baron (Nova York, 27 d'abril, 1925 - Idem. 16 de maig, 1997 Nova York), va ser un flautista nord-americà.
Des de petit va estudiar violí, passant a flauta als 12 anys. Graduat a la Juilliard School (1948), alumne de Georges Barrère i Arthur Lora; També va estudiar direcció amb Edgar Shenkman.
El 1948 va fundar el "New York Wind Ensemble", els concerts del qual va dirigir (amb aquest grup va gravar, sobretot, un disc amb la música de Giovanni Gabrieli). Un any més tard, també va fundar el "New York Brass Quintet", amb el qual va actuar fins al 1969 i a partir del 1980. Com a part del quintet, va fer una sèrie d'estrenes, entre elles Summer Music de Samuel Barber. Va tocar en diverses orquestres de Nova York el 1952/1953. primera flauta de l'Orquestra Simfònica de Minneapolis. Des de 1965, membre del conjunt Grup d'Aries de Bach, des de 1980 el seu director; sota la direcció de Baron, aquest grup, dedicat exclusivament a la música de Johann Sebastian Bach, va gravar L'art de la fuga, arranjat per a quartet de corda i quintet de vent. La sonata de Bach per a flauta i clau BWV 1032 (1975, Oxford University Press) va ser publicada sota la direcció de Baron. Entre 1977/1978 fou President de l'Associació Nacional de Flauta.
Els enregistraments de Baron com a solista inclouen sonates de Bach i Georg Philipp Telemann, però predomina la música americana contemporània.
Ha ensenyat a la "Stony Brook University" des de 1966, així com a la Juilliard School, la Universitat Yale i el "Mannes College"; entre els seus alumnes, si conta en particular, Alexa Still.